# Ptolemaeus XIV Theos Philopator II
Ptolemaeus XIV Theos Philopator II (60/59 v.Chr. - 44 v.Chr.), was koning van Egypte van 47 v.Chr. tot aan zijn dood.
Hij was een zoon van Ptolemaeus XII Neos Dionysos (Auletes) en een jongere broer van zijn voorganger Ptolemaeus XIII Theos Philopator. Nadat deze laatste was verdronken, zou Caesar hem met zijn zus Cleopatra doen huwen en zo als mederegent aanstellen. Er wordt vermoed dat hij op 15-jarige leeftijd in opdracht van zijn zuster Cleopatra VII vermoord werd om plaats te maken voor Ptolemaeus XV Caesarion de oudste zoon van Cleopatra.